# Orthohantavirus hantanense
Espèce
Classification phylogénétique
- Espèce : Orthohantavirus hantanense
  - Virus de Hantaan

Orthohantavirus hantanense, le virus de Hantaan ou virus de la rivière Hantan, est une espèce de hantavirus du genre Orthohantavirus. Il s'agit d'un virus à ARN monocaténaire de polarité négative, appartenant donc au groupe V de la classification Baltimore. Ce virus enveloppé tient son nom de la rivière Hantan, en Corée du Sud. Il a été découvert en 1977 et provoque des fièvres hémorragiques épidémiques accompagnées d'un syndrome néphrotique.